# Bridgit Mendler
Pour les articles homonymes, voir Mendler.
Bridgit Mendler est une chanteuse, actrice, auteure-compositrice-interprète, musicienne américaine et la PDG de l'entreprise Northwood Space, née le 18 décembre 1992 à Washington.

## Biographie
Née à Washington, Bridgit Claire Mendler s'est installée à l'âge de 8 ans avec ses parents, Sandra (née Ford) et Charles Mendler, ainsi que son petit frère Nicholas Mendler, à Mill Valley, près de San Francisco en Californie. Son père était ingénieur automobile spécialisé dans les moteurs à haute efficacité énergétique, et sa mère était architecte spécialisée dans le design écologique.

### Formation
En mai 2017, Mendler a été désignée comme l'une des boursières du Directeur du MIT Media Lab pour l'année 2017. En mai 2018, elle a annoncé avoir entamé un programme de troisième cycle au Massachusetts Institute of Technology (MIT) axé sur l'amélioration des médias sociaux. En janvier 2019, elle a indiqué suivre des cours à la Harvard Law School. En 2020, elle a complété avec succès son programme de troisième cycle au MIT et a entamé un doctorat avec le groupe du MIT pour les communications constructives et les machines sociales. En 2022, elle était inscrite simultanément à la Harvard Law School et au MIT, tout en effectuant un stage à la Federal Communications Commission pour explorer les aspects réglementaires de l'industrie spatiale.

### Vie privée
De 2011 à 2015, Bridgit Mendler a entretenu une relation médiatisée avec son partenaire dans Bonne chance Charlie, Shane Harper. En octobre 2019, elle a épousé Griffin Cleverly, un ingénieur aérospatial qu'elle fréquentait depuis 2017. Le couple a un fils, né vers 2019.

## Carrière

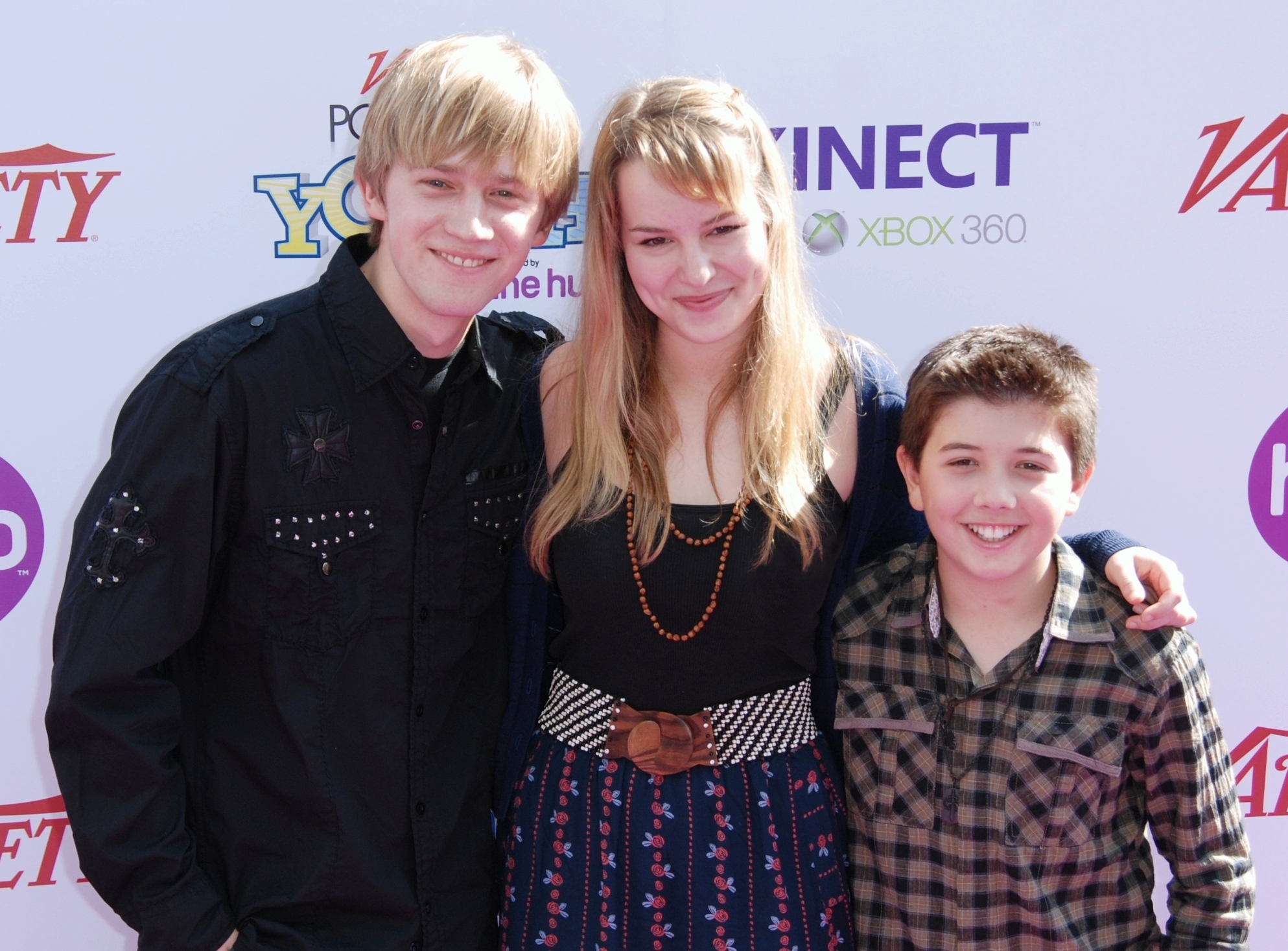
Jason Dolley, Bridgit et Bradley Steven Perry en octobre 2010

### Débuts dans le cinéma et la télévision
En 2004, Bridgit Mendler prête sa voix au film d'animation The Legend of Buddha. À 13 ans, elle apparaît dans un épisode du feuilleton télévisé Hôpital central. Cette même année, elle prête sa voix au personnage Thorn dans le jeu vidéo Bone : The Great Cow Race.
En 2007, elle tourne son premier film, Alice dans tous ses états, une comédie adaptée de la série de romans Alice de Phyllis Reynolds Naylor. En 2008, elle joue le rôle de Kristen Gregory dans The Clique, adapté du roman éponyme, puis tourne avec Lindsay Lohan dans En cloque mais pas trop, diffusé sur ABC Family en 2009, réunissant plus de 2,1 millions de téléspectateurs.
En 2009, elle obtient un rôle récurrent dans la série Disney Channel Les Sorciers de Waverly Place, où elle incarne Juliet Van Heusen, une vampire et petite amie de Justin Russo. La même année, elle joue un petit rôle dans Alvin et les Chipmunks 2.

### Bonne chance Charlieet débuts dans la musique

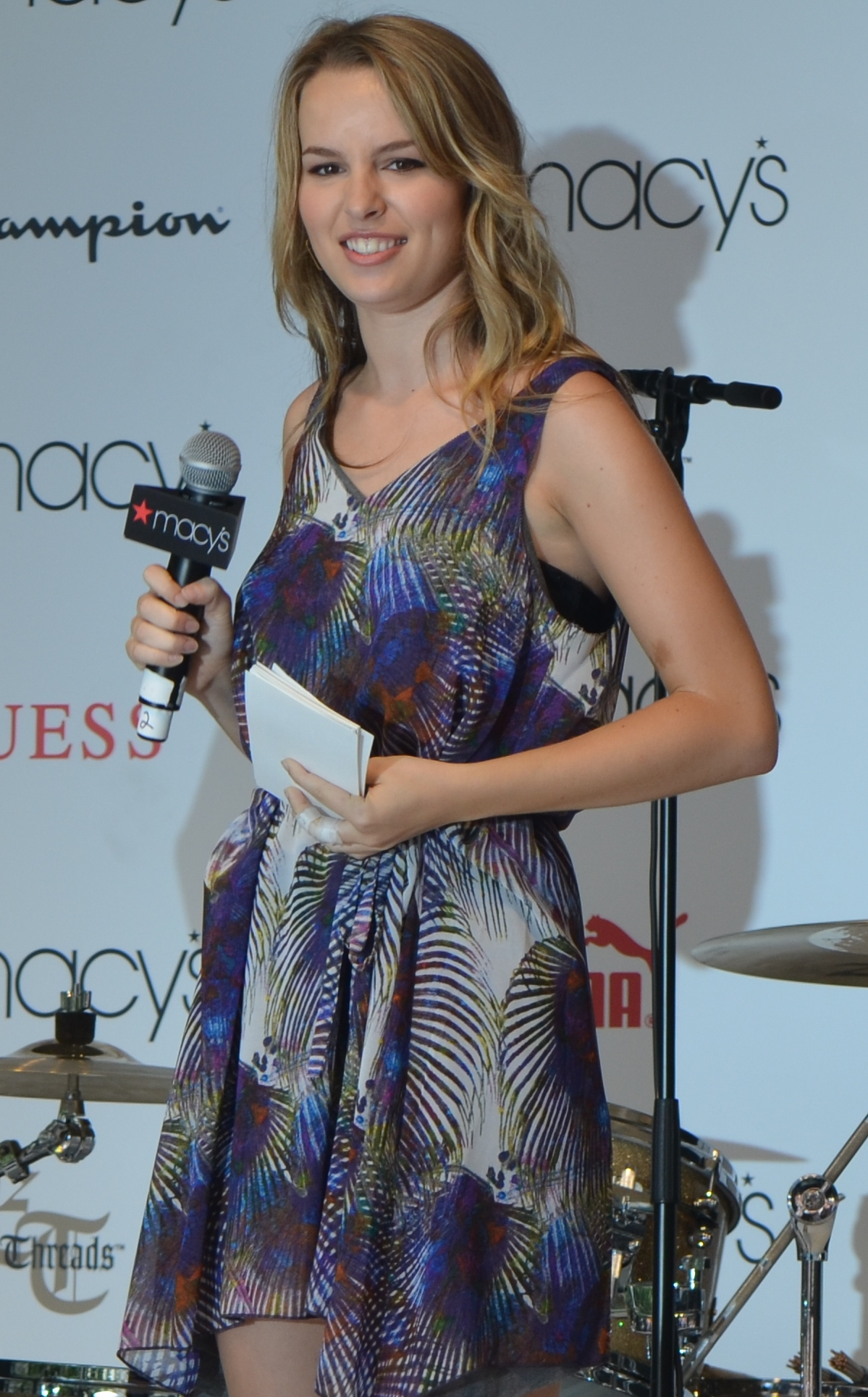
Bridgit Mendler lors du "Macy's Annual Summer Blowout" en juillet 2011.

En janvier 2009, Mendler obtient le rôle principal de Teddy Duncan dans la série Disney Channel Bonne chance Charlie, où elle incarne une adolescente réalisant des vidéos pour sa petite sœur Charlie. La série, diffusée à partir du 4 avril 2010, attire plus de 4,6 millions de téléspectateurs pour son épisode pilote. Elle enregistre également le générique Hang In There Baby.
En 2011, elle joue dans le téléfilm Disney Channel Lemonade Mouth, qui attire 5,7 millions de téléspectateurs lors de sa première diffusion. Elle enregistre plusieurs chansons pour la bande originale, dont le single Somebody, vendu à plus de 6 000 exemplaires la première semaine.
En 2012, elle apparaît dans un épisode de Dr House et prête sa voix à Arrietty dans Arrietty, le petit monde des chapardeurs. La même année, elle sort son premier album studio, Hello My Name Is..., avec le single Ready or Not, certifié disque d'or en 2013.

### Transition vers l'industrie spatiale
Au milieu des années 2010, Mendler décide de se réorienter vers une carrière académique et technologique, motivée par un désir de créer et d'avoir une voix propre. En 2018, elle commence à étudier au MIT Media Lab, où elle développe un intérêt pour l'industrie spatiale, notamment les communications par satellite. En 2022, avec son mari Griffin Cleverly et Shaurya Luthra, elle fonde Northwood Space, une startup visant à résoudre les problèmes de transmission de données depuis l'orbite via des antennes à réseau de phase. En octobre 2024, l'équipe teste avec succès un prototype d'antenne nommé "Frankie" dans le Dakota du Nord, établissant une communication bidirectionnelle avec un satellite. La société, basée à El Segundo, Californie, lève 6,3 millions de dollars en 2023 et 30 millions en avril 2024, avec le soutien de Founders Fund. Mendler assume le rôle de PDG, mettant à profit son expérience en gestion et sa formation juridique pour naviguer dans les complexités réglementaires et opérationnelles de l'industrie spatiale.

## Filmographie

### Cinéma
- 2004 : La Légende de Bouddha : Lucy (voix)
- 2007 : Alice dans tous ses états (Alice Upside Down) de Sandy Tung : Pamela Jones
- 2008 : The Clique de Michael Lembeck : Kristen Gregory
- 2009 : En cloque mais pas trop (Labor Pains) de Lara Shapiro : Emma Clayhill
- 2009 : Alvin et les Chipmunks 2 (Alvin and the Chipmunks : The Squeakquel) de Betty Thomas : Becca Kingston
- 2011 : Le Chihuahua de Beverly Hills 2 (Beverly Hills Chihuahua 2) d'Alex Zamm : Appolinee
- 2011 : Arrietty / Le Petit Monde des Chapardeurs (The Secret World of Arrietty) d'Hiromasa Yonebayashi : Arrietty (voix anglaise)
- 2014 : Opération Muppets (Muppets Most Wanted) de James Bobin : Minnie
- 2018 : Father of the Year de Tyler Spindel : Meredith

### Télévision

#### Séries télévisées
- 2006 : Hôpital central (General Hospital) : La fille imaginaire de Lulu
- 2009 : Jonas : Penny Ken
- 2009 - 2012 : Les Sorciers de Waverly Place (Wizards of Waverly Place) : Juliette Van Heusen
- 2010 - 2014 : Bonne chance Charlie (Good Luck Charlie) : Teddy Duncan
- 2011 : Sketches à gogo ! (So Random!) : Olivia White
- 2012 : Dr House : Callie Rogers
- 2014 : Jessie : Teddy Duncan
- 2015 - 2016 : Undateable : Candace
- 2017 : Nashville : Ashley Willerman
- 2019 : Merry Happy Whatever : Emmy Quinn

#### Téléfilms
- 2011 : Lemonade Mouth de Patricia Riggen : Olivia White
- 2011 : Bonne chance Charlie, le film (Good Luck Charlie, It's Christmas !) d'Arlene Sanford : Teddy Duncan
- 2017 : Thin Ice de James Ponsoldt : Lou  / Lou

## Voix francophones

### En France
- Noémie Orphelin dans 
  - Les Sorciers de Waverly Place (2009-2012) (série télévisée)
  - Merry Happy Whatever (2019)
- Anouck Hautbois dans En cloque mais pas trop (2009)
- Florine Orphelin dans Father of the Year (2018)

### En Belgique
- Mélanie Dermont dans :
  - Bonne chance Charlie  (2010-2014) (série télévisée)
  - Lemonade Mouth (téléfilm) (2011) (téléfilm)
  - Bonne chance Charlie, le film (2011) (téléfilm)

## Discographie

### Album
- 2012 : Hello My Name Is...

### Extended Plays
- 2013 : Live in London
- 2016 : Nemesis

### Singles
- 2012 : Ready or Not
- 2013 : Hurricane
- 2013 : Top of the World
- 2016 : Atlantis
- 2016 : Do You Miss Me At All
- 2016 : Snap My Fingers
- 2016 : Library
- 2017 : Temperamental love
- 2017 : Can't Bring This Down
- 2017 : Diving

### Singles promotionnel
- 2011 : This Is My Paradise
- 2011 : We Can Change the World
- 2011 : I'm Gonna Run to You
- 2012 : Summertime
- 2012 : Forgot to Laugh
- 2012 : Top of the World

### Autres chansons
- 2009 : Give Love a Try ft. Nick Jonas
- 2010 : When She Loved Me
- 2012 : How to Believe
- 2012 : Wait for Me ft. Shane Harper (acteur)
- 2012 : Hang in There Baby
- 2013 : We’re Dancing

### Tournées
- Bridgit Mendler: Live in Concert
- Summer Tour

## Nominations et récompenses
| Année | Récompense                | Catégorie                           | Travail                       | Résultat   |
| ----- | ------------------------- | ----------------------------------- | ----------------------------- | ---------- |
| 2010  | Teen Choice Awards        | Révélation féminine                 | Bonne chance Charlie          | Nomination |
| 2010  | Popstar! Magazine         | Révélation de l'année               | Bonne chance Charlie          | Lauréat    |
| 2011  | J-14 Magazine             | Icône de demain                     | Elle-même                     | Nomination |
| 2011  | J-14 Magazine             | Meilleure actrice de télévision     | Bonne Chance Charlie          | Lauréat    |
| 2012  | PopCruch                  | Meilleure chanteuse                 | Elle-même                     | Nomination |
| 2012  | PopCruch                  | Catégorie About to Pop              | Elle-même                     | Lauréat    |
| 2012  | Blimp Awards              | Actrice préférée de télévision      | Bonne Chance Charlie          | Nomination |
| 2012  | Common Sense Media Awards | Meilleure Model                     | Elle-même                     | Lauréat    |
| 2012  | Young Artist Awards       | Meilleure actrice récurrente        | Les Sorciers de Waverly Place | Nomination |
| 2013  | Radio Disney Music Awards | Meilleure interprétation acoustique | Ready or Not                  | Lauréat    |
| 2013  | Shorty Awards             | Meilleure actrice                   | Bonne Chance Charlie          | Nomination |
| 2013  | Shorty Awards             | Meilleure chanteuse                 | Elle-même                     | Nomination |
| 2013  | Shorty Awards             | Meilleure chanson                   | Ready or Not                  | Nomination |
| 2013  | Kids' Choice Awards       | Actrice de télévision préférée      | Bonne Chance Charlie          | Nomination |
| 2013  | Radio Disney Music Awards | Meilleure chanteuse                 | Elle-même                     | Nomination |
| 2013  | Radio Disney Music Awards | Meilleur clip vidéo                 | Ready or Not                  | Nomination |